# استیو بنت (سیاستمدار کالیفرنیا)
استیفن بِنِت (Stephen Bennett) (متولد ۳۱ دسامبر ۱۹۵۰)، کنشگر، آموزگار و سیاستمدار آمریکایی است که به عنوان عضو دموکرات از حوزهٔ انتخابیه سی و هفتم در مجمع ایالتی کالیفرنیا خدمت می‌کند. قبل از تصدی در مجلس قانون‌گذاری ایالتی، در سیاست‌های محلی در ونچورای کالیفرنیا و شهرستان ونچورای کالیفرنیا فعالیت می‌کرد و همزمان با آن در شورای شهر و هیئت ناظران حضور داشت.
بِنِت در ایندیانا بدنیا آمد و در دانشگاه براون و دانشگاه بولتر تحصیل کرد. قبل از این‌که به ونچورا نقل مکان نماید، در دبیرستان کالاباس و دبیرستان نوردهوف به عنوان آموزگار کار کرد. بِنِت با کار در سازمان رای‌دهندگان برای سیتم بدیل و رهبری سازمان اتحاد برای آینده ونچورا، در سیاست‌های محلی فعالیت می‌کرد. پس از کاندید نوشتنی (نامزدی که نامش در لست کاندیدان نوشته نشده ولی کاندیدان با نوشتن نام آن در فهرست کاندیدان به وی رای می‌دهند) در سال ۱۹۹۱، در سال ۱۹۹۳ در شورای ونچورا انتخاب شد و تا سال ۱۹۹۷ در این شورا خدمت کرد. پس از تصدی در شورای شهر، در شورای ناظران شهر خدمت کرد. در جریان تصدی در این سمت، رئیس این شورا بود و کمپین را برای کسب کرسی در مجلس نمایندگان ایالات متحده به راه انداخت اما صرف نظر کرد. بِنِت در انتخابات سال ۲۰۲۰ به مجلس نمایندگان ایالتی انتخاب شد.

## اوایل زندگی و آموزش
استیو بِنِت در ۳۱ دسامبر سال ۱۹۵۰ در ایندیانا متولد شد. در سال ۱۹۷۲ با کسب مدرک ممتاز در رشته بازرگانی از دانشگاه براون و در سال ۱۹۷۶ با کسب مدرک کارشناسی ارشد در رشته آموزش از دانشگاه بولتر فارغ شد. بِنِت به عنوان آموزگار در دبیرستان کار کرد و مدت بیست سال در دبیرستان کالاباس و دبیرستان نوردهوف، اقتصاد و تاریخ آمریکا تدریس را تدریس می‌کرد. وی با لیسل اودگن ازدواج کرد، چهار فرزند از وی داشت و به ونچورا ایالت کالیفرنیا نقل مکان نمود. بِنِت بعدها پس از ترک شورای شهر، بخش مشورت‌دهی را رهبری کرد و به عنوان دستیار مدیر در دبیرستان نوردهوف به کار مشغول شد. وی از هری اس. ترومن و ویلیام جنینگز برایان به‌عنوان قهرمانان سیاسی خود ستایش بعمل آورد.

## حرفه

### کنشگری
بِنِت به عنوان سخنگوی سازمان رأی دهندگان برای سایت‌های بدیل کار کرد که با ساخت خوابگاه جدید توسط دانشگاه ایالتی کالیفرنیا در نزدیکی مزرعهٔ رابرت تیلور رینچ مخالفت کرد. وی یکی از رهبران سازمان اتحاد برای آینده ونچورا نیز بود که در انتخاب سه کاندید برای شورای ونچورا همکاری کرد. بِنِت بعدها رئیس سازمان اتحاد برای آینده ونچورا شد.

### شورای ونچورا
بِنِت در سال ۱۹۹۱ به عنوان کاندید نوشتنی (نامزدی که نامش در لست کاندیدان نوشته نشده ولی کاندیدان با نوشتن نام آن در فهرست کاندیدان به وی رای می‌دهند) برای یکی از کرسی‌های سه‌گانه در شورای شهر کاندید شد و از میان هژده کاندید جایگاه پنجم را به خود اختصاص داد. بِنِت در جریان انتخابات توسط شرکت پاتاگونیا اینک و سازمان سیرا کلوب مورد حمایت قرار گرفت. بِنِت پس از کسب مقام دوم در انتخابات سال ۱۹۹۳ برنده شد و مبلغ ۲۱٬۴۸۷ دلار در جریان کمپین انتخاباتی خود هزینه کرد. بِنِت الی سال ۱۹۹۷ در شوای شهر خدمت کرد و سپس اعلام کرد کرد که به دلیل این‌که وعده داده بود که صرف یک دوره خدمت می‌کند، در انتخابات بعدی کاندید نمی‌شود.
بِنِت در سال ۱۹۹۵ گری توتل، یکی از اعضای شورای شهر را در سمت شهرداری کاندید داد و در دور دور انتخابات از وی حمایت کرد اما پس از این‌که تینگستروم با کسب رای پنج بر دو برندهٔ سمت شهرداری شد، بِنِت و توتل خواهان دور دوم رای‌گیری شدند تا بتوانند به اتفاق آرا از تینگستروم حمایت نمایند. بِنِت در جریان انتخابات ریاست‌جمهوری سال ۱۹۹۶ از پیشنهاد جک کمپ، کاندید معاون جمهوری‌خواه ریاست‌جمهوری مبنی بر استفاده از ساختمان شهرداری برای گردهمایی تحت نام «وابستگی به دو حزب»، حمایت کرد.

### هیئت ناظران ونچورا
سوزان لیسی، یکی از اعضای هیئت ناظران شهرستان ونچورا بازنشسته شد. در ۷ آوریل سال ۱۹۹۹، بِنِت اعلام کرد که قصد دارد برای این کرسی کاندید شود. بِنِت در دور اول انتخابات علیه جیم موناهام و روز لی میژور برنده شد و سپس در دور دوم انتخابات موناهام را شکست داد. در ۹ ماه ژوئن سال ۲۰۰۳ دوباره کاندید شد و درانتخابات سال ۲۰۰۴ علیه جیفری کتلسن پیروز شد. در سال ۲۰۰۸ بدون مخالفت مجدداً برنده انتخابات شد. بِنِت در دور نخست انتخابات سال ۲۰۱۲، باب روپر، کرستی وایر و نیل اندریو و در دور دوم انتخابات روپر را شکست داد. در انتخابات سال ۲۰۱۶، داف گراو را شکست داد. بِنِت به دلیل محدودیت‌های دوره‌ای که در سال ۲۰۰۸ اجرا شد، نتوانست برای ششمین بار کاندید عضویت در هیئت شهر شود. مت لاویر، شهردار ونچورا جانشین بِنِت انتخاب شد.
بِنِت در جریان دوره خدمت در هیئت ناظران، چندین مرتبه رئیس هیئت ناظران شهرستان ونچورا بود و پس از آخرین دور ریاستش، کلی لانگ به‌عنوان رئیس جانشین وی شد.
بِنِت در ۱۶ نوامبر سال ۲۰۱۱، از حوزهٔ انتخابیهٔ بیست و ششم کنگره کاندید عضویت در مجلس نمایندگان ایالات متحده شد اما سپس در کنوانسیون ایالتی حزب دموکرات کالیفرنیا انصراف از نامزدی خود را اعلام کرد. جولیا برونلی، در انتخابات سال ۲۰۱۲ برندهٔ این کرسی شد.

### مجمع ایالتی کالیفرنیا
بِنِت از حوزهٔ انتخابیه سی و هفتم مجمع ایالتی کالیفرنیا، کاندید کرسی مجمع ایالتی کالیفرنیا شد. وی در انتخابات مقدماتی پس از چارلز دبلیو کول جمهوری‌خواه و قبل از کاتی موریلو، جانتان عبود، جیسون دومینگوئز، الیسا گرندوس و استون بلوم، در جایگاه دوم قرار گرفت. بِنِت در انتخابات عمومی کول را شکست داد.
بِنِت در جریان تصدی در مجلس ایالتی، در کمیته‌های بودجه، آموزش، انتخابات‌ها، حریم خصوصی و حمایت از مصرف‌کننده، قوانین و آب، پارک‌ها و حیات وحش خدمت کرد.

## مواضع سیاسی
شورای ونچورا در سال ۱۹۹۴، با رای مثبت بِنِت، به قطعنامه مخالف طرح پیشنهادی شماره ۱۸۷ کالیفرنیا رای مثبت داد. در سال ۱۹۹۵، شورای شهر با رای مثبت بِنِت، چهار بر سه بر اقامه دعوی داستان ونچورا در حمایت از استیناف خواهی شهر سنتا باربارا ایالت کالیفرنیا بر حکم دادگاه فدرال که امر استفاده از حباب هشت فوتی را در خارج از کلینیک‌های تنظیم خانواده مغایر قانون اساسی اعلام کرد، رای مثبت داد. در سال ۱۹۹۷، با رای منفی بِنِت، سه بر سه به سند قانونی اعمال کنندهٔ محدودیت‌های دوره‌ای برای افرادی مشغول خدمت در هیئت‌ها، کمیسیون‌ها و کمیته‌های چهارده‌گانه ونچورا، رای مثبت داد.